# Lesdain (België)
Lesdain is een dorp in de Belgische provincie Henegouwen, en een deelgemeente van de Waalse gemeente Brunehaut.
Lesdain was een zelfstandige gemeente, tot die bij de gemeentelijke herindeling van 1977 toegevoegd werd aan de gemeente Brunehaut.

## Demografische ontwikkeling
- Bronnen:NIS, Opm:1831 tot en met 1970=volkstellingen, 1976= inwoneraantal op 31 december

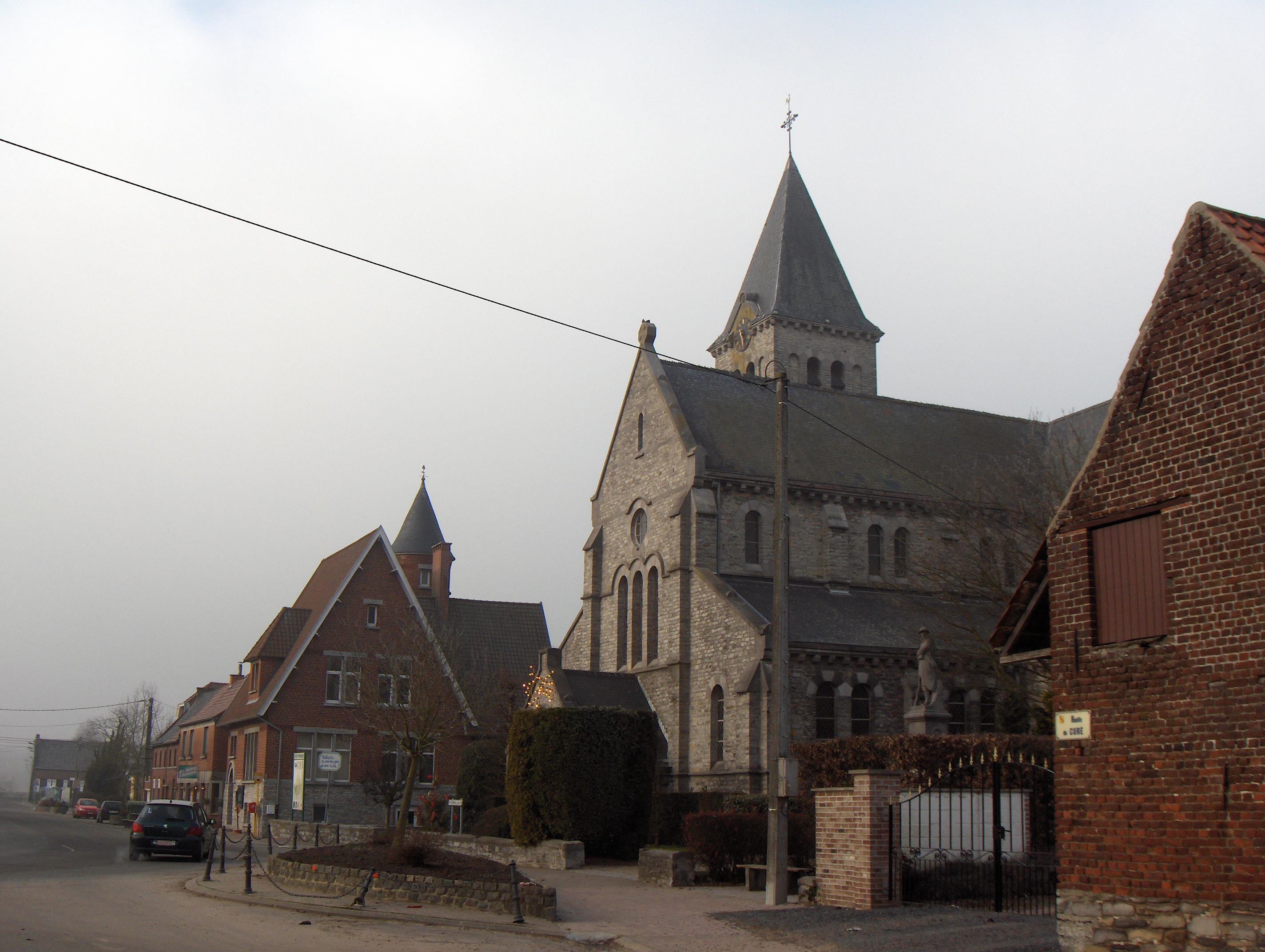
Dorpskern van Lesdain

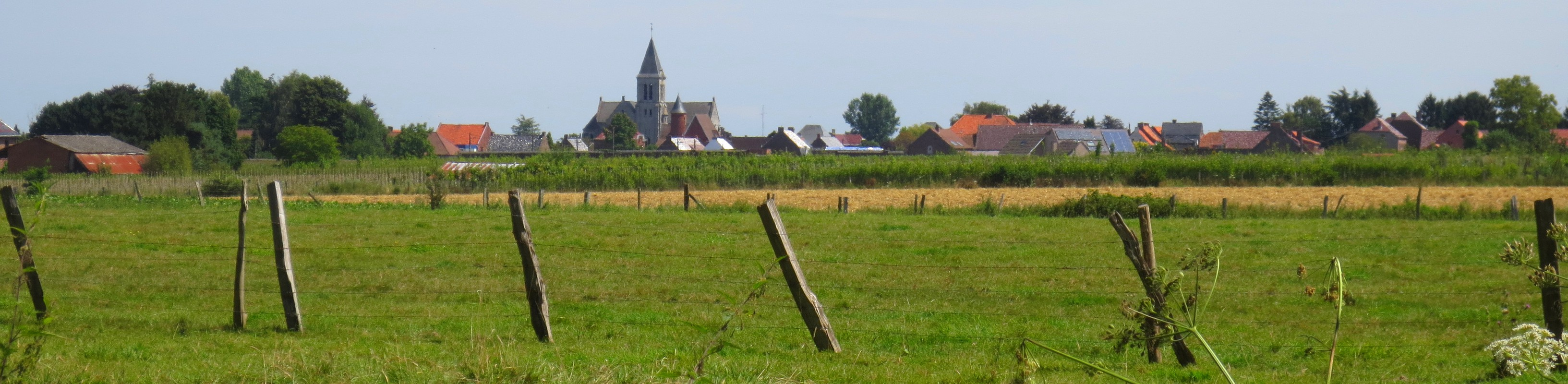
Lesdain